# Da 077: criminali a Hong Kong
Da 077: criminali a Hong Kong (Weiße Fracht für Hongkong) è un film del 1964 diretto da Giorgio Stegani e da Helmuth Ashley.

## Trama
L'Interpol di Hong Kong sospetta che il traffico di droga sia effettuata tramite alcuni uomini d'affari cinesi, e un gangster garbato Robert Perkins cerca di scappare dal suo capo con una valigia piena di eroina.